# Aeropuerto Internacional de Katowice
El Aeropuerto Internacional de Katowice (en polaco: Międzynarodowy Port Lotniczy Katowice-Pyrzowice) (IATA: KTW, OACI: EPKT) es un aeropuerto internacional ubicado en Pyrzowice en Área metropolitana de Silesia, 30 km al norte de Katowice, en Polonia. 
Tiene tres terminal, la A,B y C y una terminal de carga. Su pista de hormigón tiene 3.200 m de largo y 60 m de ancho y puede acomodar aviones como el Boeing 747 o el Boeing 777, aunque no a plena carga. Transportes pesados como el An-124 o el An-225 también han hecho acto de presencia. En el aeropuerto tienen base de operaciones las aerolíneas Wizz Air (que es la aerolínea dominante en el aeropuerto ya que mueve casi la mitad de los pasajeros totales), Enter Air, LOT Polish Airlines, y Small Planet Airlines.

## Cómo llegar al aeropuerto

### En coche
En 2007 se inauguró una nueva autovía entre "Podwarpie" y el edificio terminal. Los pasajeros en coche de Katowice van por la carretera rápida S1 y seguir las señales a "Pyrzowice" con el logo del aeropuerto.
La autopista A1 cerca del Aeropuerto está en servicio.

### En bus

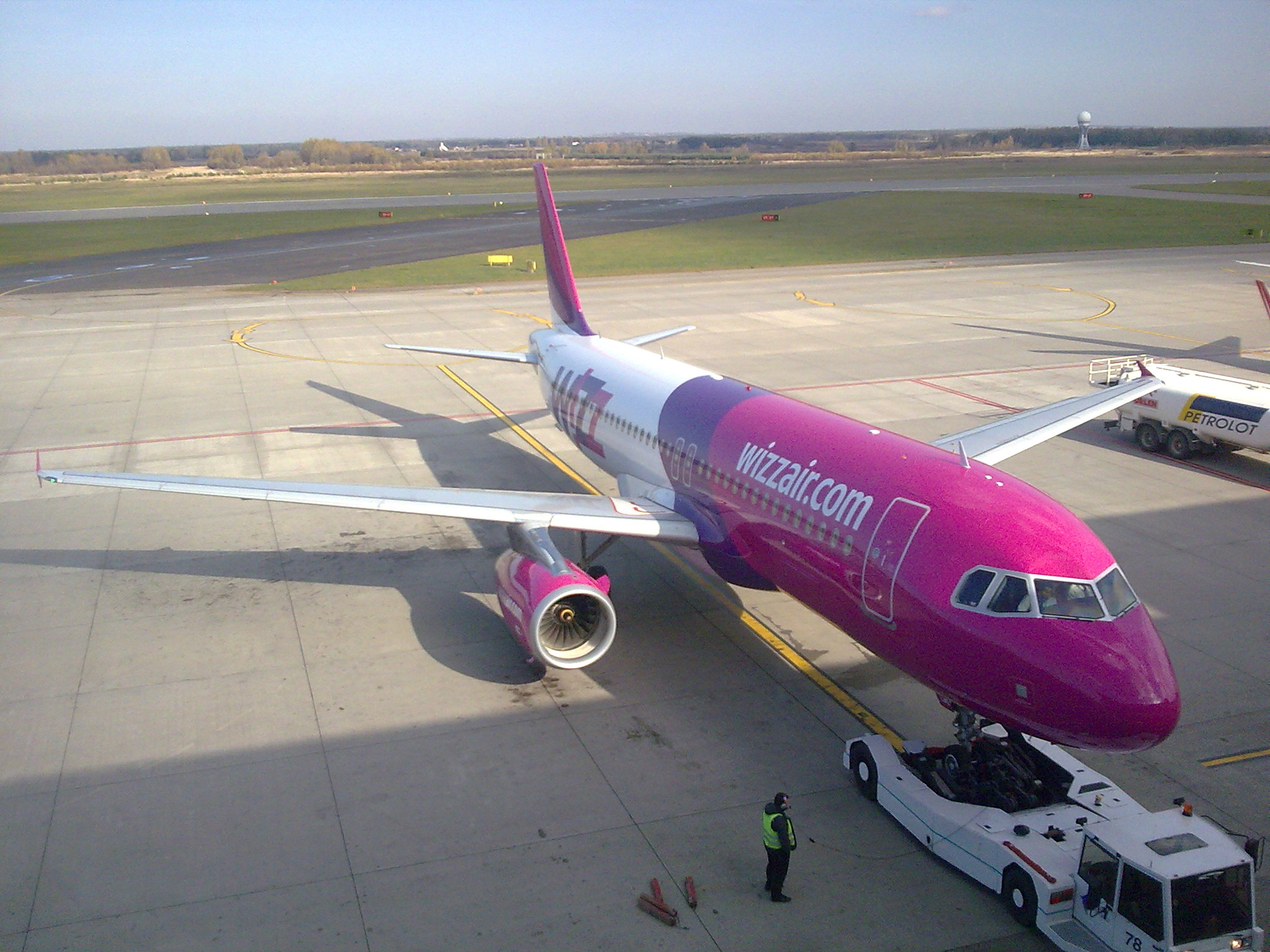
Airbus A320 Wizz Air en Katowice listo para volar a Barcelona.

Hay un servicio de bus entre Katowice y el aeropuerto. El bus sale cada hora desde la estación de trenes de Katowice y para cerca del hotel Qubus Katowice, el Novotel Katowice y en Sosnowiec. El trayecto dura 50 minutos de Katowice al aerolíneas. El billete cuesta 20 PLN (5.5 EUR) por trayecto.
WIZZ bus ofrece servicio de transporte tanto a Katowice y Cracovia.
Distancia a Cracovia 95 kilómetros (El billete cuesta 10 euros, 75 minutos de viaje). También se alimenta de otros autobuses para Wroclaw, Czestochowa, Zakopane (Montes Tatras) en Polonia y Ostrava en República Checa.

## Pista
El aeropuerto tiene una pista de aterrizaje de hormigón, con orientación 09/27 y 2800 metros de largo por 60 metros de ancho. La cabecera 07 se usa para aterrizajes solamente cuando el viento sopla del este. Normalmente la cabecera 27 es preferida.
En 2015, se abrió una nueva pista también con orientación 09/27 pero con 3200 metros de largo y por 60 metros de ancho.
En cuanto a ayudas para el aterrizaje, el aeropuerto cuenta con ILS de Categoría II en la pista 27 y VOR en la pista 09.

## Terminales

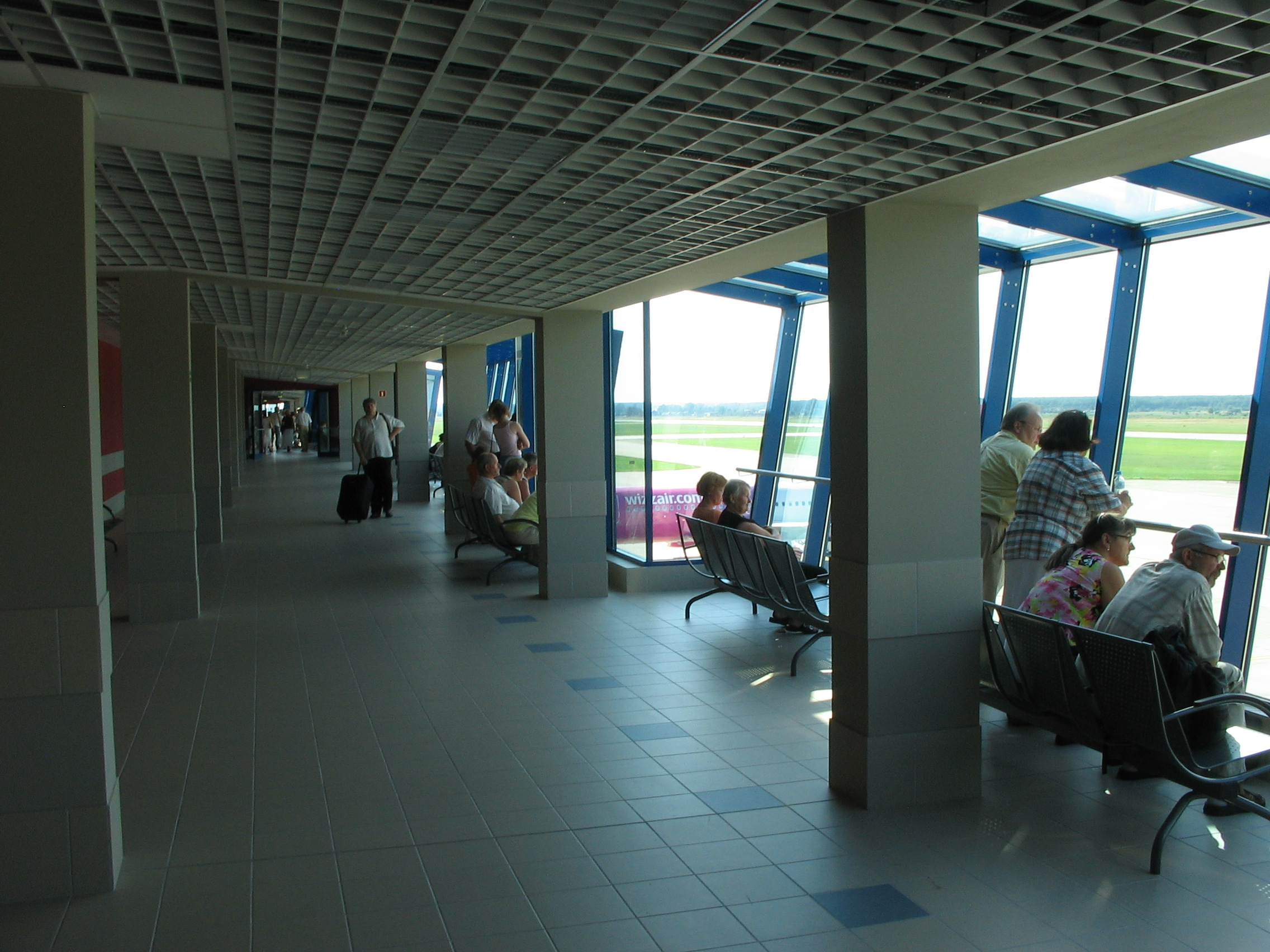
Mirador en la terminal B en el aeropuerto internacional de Katowice.

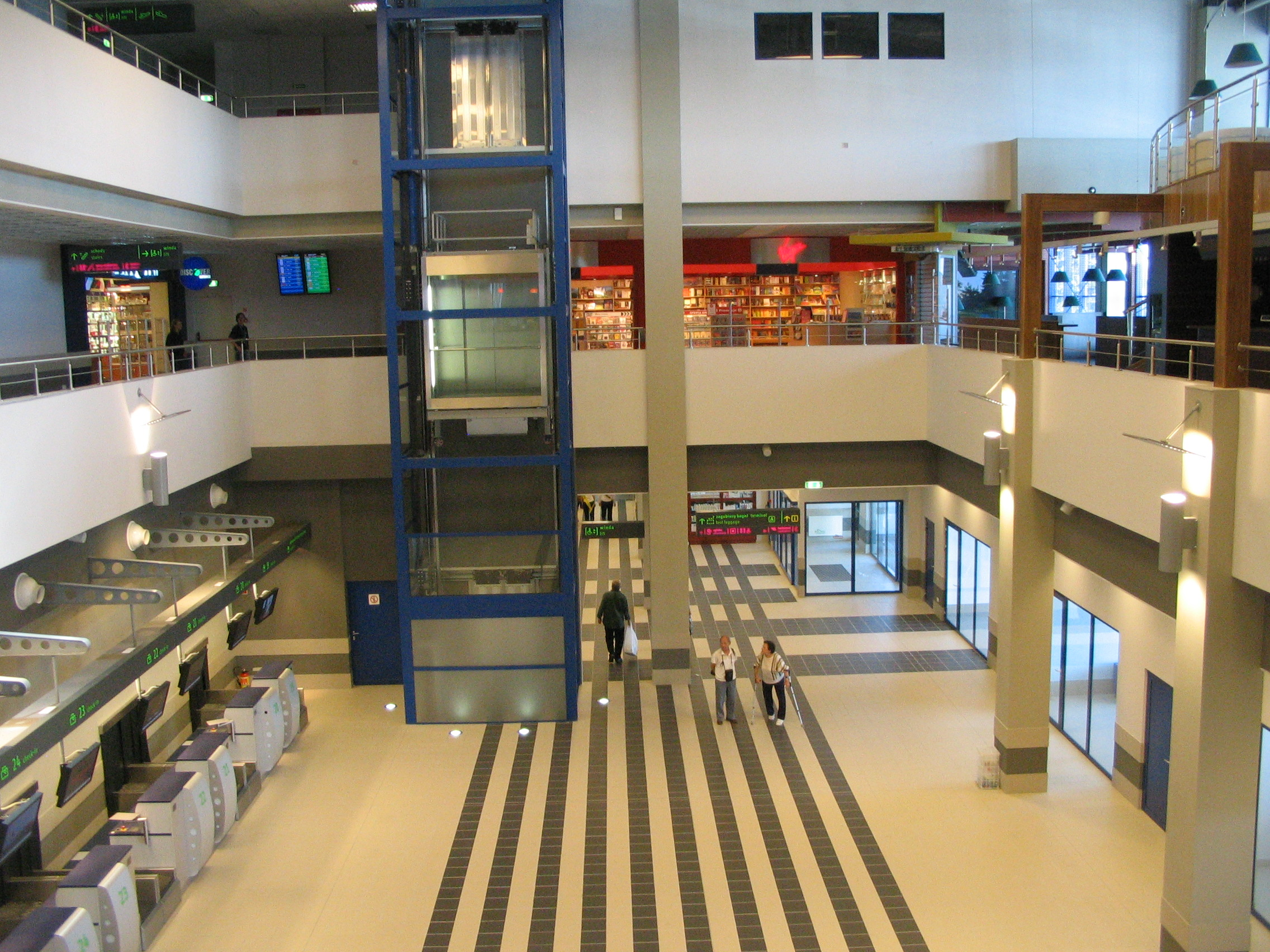
Terminal B en el nivel superior.

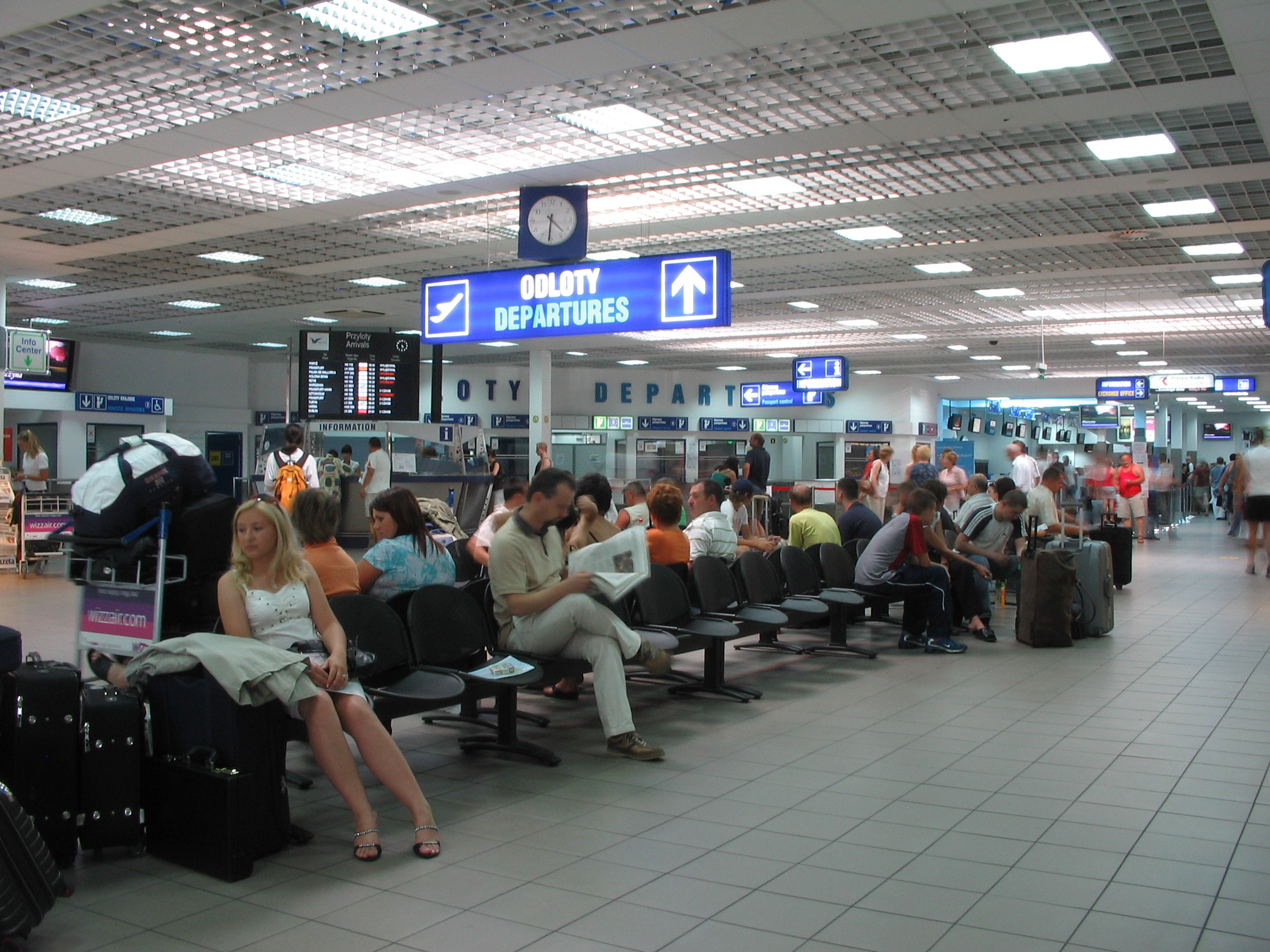
Sala de espera en la terminal A.

El aeropuerto internacional de Katowice tiene tres terminales. La terminal A se encarga de los vuelos no-Schengen; mientras la terminal B se encarga de los vuelos Schengen. Todas llegadas en el Aeropuerto de Katowice hay en la terminal C. 
El mayor mirador de Polonia se encuentra en el aeropuerto internacional de Katowice.

## Aerolíneas y destinos
| Aerolíneas                    | Destinos |
| ----------------------------- | --- |
| Air Anka                      | Chárter estacional: Antalya |
| Air Cairo                     | Chárter estacional: Hurghada |
| Air Dolomiti                  | Fráncfort |
| Air Europa                    | Madrid |
| Air France                    | París-Charles de Gaulle |
| Buzz                          | Chárter estacional: Antalya, Bodrum, Burgas, Cefalonia, Fuerteventura, Heraclión, Kos, La Canea, Corfú, Lárnaca, Lisboa, Menorca, Palma de Mallorca, Salónica, Tirana, Zante |
| Corendon Airlines             | Antalya |
| Electra Airways               | Chárter estacional: Antalya, Yerba, Heraclión, Hurghada |
| Enter Air                     | Fuerteventura Estacional: Kos, Tirana, Zante Chárter: Antalya, Hurghada, Marsa Alam Mombasa-Moi, Muscat, Sharm el-Sheij Chárter estacional: Bodrum, Burgas, Corfú, Dubrovnik, Enfidha, Funchal, Gerona, Gran Canaria, Heraclión, Kos, La Canea, Marsa Alam, Mytilene, Podgorica, Rabil - Boa Vista, Rodas, Sal, Tenerife–Sur, Tirana, Varna, Yerba, Zanzíbar                           |
| European Aviation Air Charter | Chárter estacional: Burgas |
| FlyEgypt                      | Chárter estacional: Hurghada, Sharm el-Sheij |
| Freebird Airlines             | Chárter estacional: Antalya |
| LOT Polish Airlines           | Varsovia–Chopin Chárter: Antalya, Bangkok-Suvarnabhumi, Cancún, Hurghada, Marsa Alam, Phu Quoc, Phuket, Puerto Plata, Sharm el-Sheij, Varadero Chárter estacional: Agadir, Bodrum, Faro, Gerona, Heraclion, Esmirna, Malé, Palma de Mallorca, Ohrid, Pafos, Punta Cana, Tirana, Varna, Zante                                                                                           |
| Lufthansa                     | Fráncfort |
| Mavi Gok Aviation             | Chárter estacional: Antalya, Hurghada, |
| Montenegro Airlines           | Chárter estacional: Podgorica |
| Nesma Airlines                | Chárter estacional: Hurghada |
| Nouvelair                     | Chárter estacional: Yerba, Monastir |
| Pegasus Airlines              | Chárter estacional: Antalya |
| Plus Ultra                    | Chárter estacional: Porlamar, Varadero |
| Ryanair                       | Atenas, Bérgamo, Catania, Dortmund, Dublín, Forlì, Londres–Stansted, Oslo, Pafos, Treviso Estacional: Alguer, Mánchester, Pula, Trapani, Varna |
| Sky Express                   | Chárter estacional: Atenas |
| Skyline Express Airlines      | Chárter estacional: Burgas, Heraclión, Hurghada, Marsa Alam, Sharm el-Sheij, Varna |
| SkyUp Airlines                | Chárter estacional: Antalya, Bahrain, Sharm el-Sheij, Hambantota–Mattala |
| Smartwings                    | Estacional: Corfú, Dubrovnik, Faro, Rodas Chárter: Hurghada Chárter estacional: Antalya, Burgas, Yerba, Gerona, Esmirna, Lanzarote, Marsa Matruh, Mytilene (inicia 5 de junio de 2024), Palermo, Palma de Mallorca, Patras (inicia 28 de mayo de 2024), Podgorica, Taba, Salónica (inicia 25 de mayo de 2024), Tirana                                                                  |
| SunExpress                    | Antalya Estacional: Esmirna |
| Tailwind Airlines             | Chárter estacional: Antalya |
| Wizz Air                      | Abu Dabi, Alicante, Atenas, Barcelona, Bergen, Catania, Charleroi, Copenhague, Dortmund, Eindhoven, Funchal, Kutaisi, Lárnaca, Leeds/Bradford, Liverpool, Londres–Luton, Malta, Nápoles, Reykjavík–Keflavík, Roma–Fiumicino, Sandefjord, Tel Aviv, Tenerife–Sur Estacional: Aqaba, Burgas, Castellón, Corfú, Fuerteventura, Ibiza, Málaga, Palma de Mallorca, Podgorica, Split, Tirana |

### Carga
| Aerolíneas           | Destinos                                                                                            |
| -------------------- | --------------------------------------------------------------------------------------------------- |
| ASL Airlines Belgium | Gdańsk, Lieja, Riga                                                                                 |
| ASL Airlines Ireland | Colonia/Bonn, Hannover, Leipzig/Halle, Milán–Malpensa, París–Charles de Gaulle, Stuttgart           |
| Bluebird Nordic      | Cagliari, Leipzig/Halle, Lieja, Milán-Malpensa, París-Charles de Gaulle, Timișoara, Varsovia-Chopin |
| Cargoair             | Leipzig/Halle, Lieja, Venecia                                                                       |
| DHL Aviation         | Leipzig/Halle                                                                                       |
| Farnair Europe       | Colonia/Bonn                                                                                        |
| FedEx Express        | Timișoara, Varsovia–Chopin                                                                          |
| Lufthansa Cargo      | Fráncfort, Košice, Leópolis, Ostrava, Viena                                                         |
| UPS Airlines         | Colonia/Bonn, East Midlands                                                                         |
| West Atlantic        | Colonia/Bonn, Leipzig/Halle, Oslo                                                                   |

## Accidentes e incidentes
- El 27 de octubre de 2007: un Boeing 737-800 fletado por la ONU destruyó docenas de luces de aproximación y aterrizaje mientras efectuaba una aproximación baja a Katowice.[49] No se notificaron heridos pero las luces de aproximación resultaron seriamente dañadas y estuvieron tres semanas fuera de servicio.